# Leadenhall Market

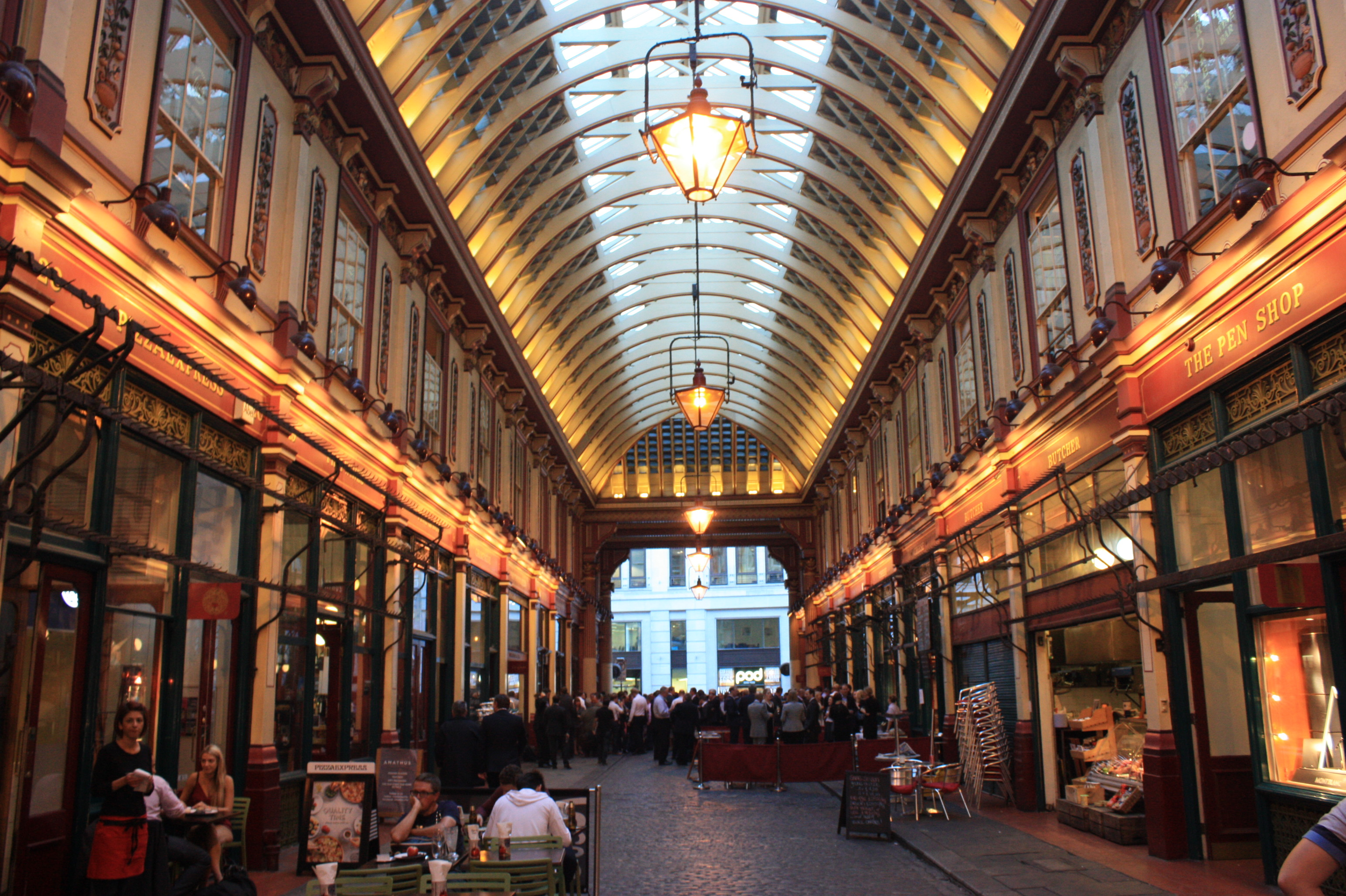
Východní arkáda Leadenhall Market

Leadenhall Market je tržnice v Londýně v Anglii. Vstupy se nachází na Gracechurch Street na západě, Whittington Avenue na severu a Lime Street na jihu a východě.
Je jednou z nejstarších tržnic v Londýně, vznikla ve 14. století, a nachází se v historickém centru finanční čtvrti City of London.

## Historie
Trh pochází ze 14. století a odhaduje se, že název je odvozen od Leather-hall, což je ovšem sporné. Raná historie Leaden Hall je spojena se starostou jménem Simon Eyre.
Trh je obvykle otevřen ve všední dny od 10 do 18 hodin a prodává především čerstvé potraviny; mezi prodejci najdeme například sýraře, řezníky a květináře. Původně masný, zvěřinový a drůbeží trh stojí v centru římského Londýna. Na trhu se také nachází řada prodejen komerčních maloobchodníků, včetně obchodů s oděvy. Lamb Tavern z roku 1780 je tradičním místem setkávání zaměstnanců z oblasti pojišťovnictví, z nichž mnozí pracují v Lloyd's of London sousedící s Leadenhall Market.
Zdobená střešní konstrukce je natřená zelenou, kaštanovou a krémovou barvou. Budova byla navržena v roce 1881 sirem Horacem Jonesem (který byl také autorem budov Billingsgate a Smithfield Markets). Pro svou architekturu je Leadenhall Market turistickou atrakcí.
Hlavní vchod na tržnici je z ulice Gracechurch. Dvojitý vchod je lemován vysokými, úzkými sedlovými kvádry z červených cihel a portlandského kamene v holandském stylu 17. století. Přilehlé budovy na jihu tvoří souvislou stěnu s obchody, která je přerušena úzkými vstupy pro pěší do tržnice.
V letech 1990 až 1991 prošel trh rozsáhlou rekonstrukcí, která zlepšila jeho vzhled a architektonický charakter. V roce 1994 získala rekonstrukce zvláštní ocenění v soutěži Civic Trust Awards. Tržnice je památkově chráněná budova II. stupně, za památku byla prohlášena v roce 1972.
Objevil se jako kulisy okolí Děravého kotle a Příčné uličky ve filmu Harry Potter a Kámen mudrců (2001). Místo bylo využito i při natáčení videoklipu k písni kapely Erasure z roku 1991 „Love to Hate You“.
Leadenhall Market byl součástí maratonské trati olympijských her v roce 2012, kdy běžci proběhli tržnicí směrem z Whittington Avenue na Lime Street.